# كولومبوس (وحدة بمحطة الفضاء الدولية)

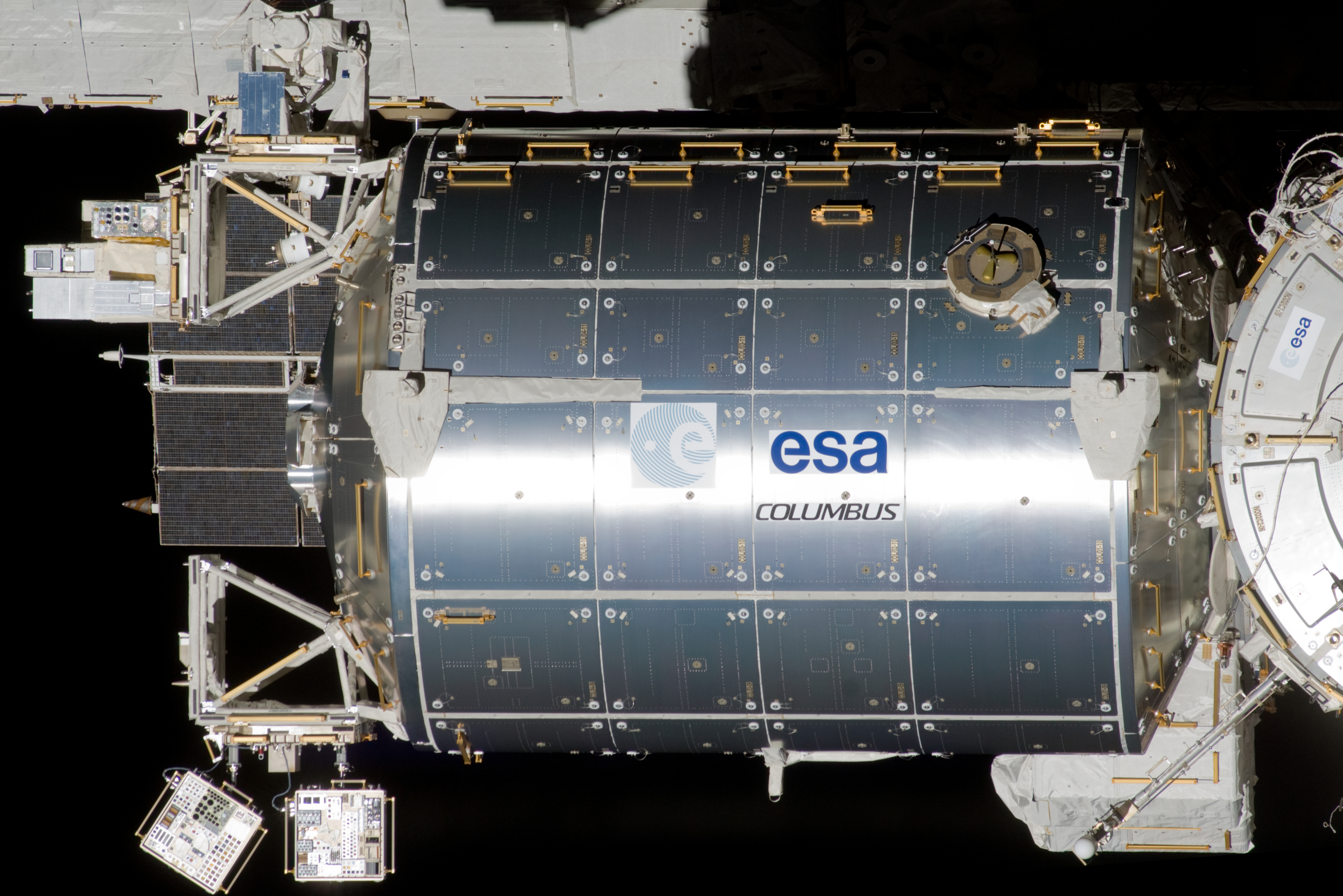

كولومبوس (بالإنجليزية: Colombus)‏، وهو جزء من محطة الفضاء الدولية عبارة عن مختبر علمي، ويعتبر أيضًا أكبر الإسهامات الفردية لمحطة الفضاء الدولية التي ساهمت بها وكالة الفضاء الأوروبية.
شُيد مختبر كولومبوس، بالإضافة إلى هارموني وترانكوليتي، بمدينة تورين في إيطاليا بواسطة مؤسسة تاليس إلينيا سبيس. صُممت المعدات الوظيفية والبرمجيات في هذا المختبر بواسطة شركة EADS بمدينة بريمن في ألمانيا. جُمع المختبر أيضًا بمدينة بريمن قبل أن يُرسل جوًا إلى مركز كينيدي للفضاء (KSC) بولاية فلوريدا على متن الطائرة إيرباص بولقا. أُطلقت هذه الوحدة على متن المكوك الفضائي أتلانتيس يوم 7 فبراير عام 2008 خلال بعثة إس تي إس-122. صُممت هذه الوحدة لتعمل على مدار عشر سنوات. تخضع الوحدة لتحكم مركز تحكم كولومبوس الموجود في مركز عمليات الفضاء لألمانيا التابع لمركز الطيران والفضاء الألماني بمقاطعة أوبربفافنهوفن بالقرب من ميونخ في ألمانيا.
أنفقت وكالة الفضاء الأوروبية 1.4 مليار يورو، ما يعادل ملياري دولار أمريكي، على بناء كولومبوس، بما يشمل أجهزة التجارب العلمية التي ستطير معها والبنية التحتية الأرضية اللازمة لتشغيل الوحدة.

## الوصف
يأخذ هذا المختبر شكل وحدة أسطوانية، وهو مصنوع من الفولاذ المقاوم للصدأ، مع نهايتين مخروطيتين. يصل القطر الخارجي للوحدة إلى 4.477 متر، ويصل طولها الكلي إلى 6.871 متر، باستثناء رفوف أجهزة التجارب الممتدة خارج الوحدة. تتخذ هذه الوحدة شكلًا قريبًا للغاية من الوحدات اللوجيستية متعددة الأغراض، وهذا بسبب تصميمهما بالشكل الملائم حتى يستقران داخل حجرة حمولات المكوك الفضائي. يحتوي الجانب الأيمن من إحدى النهايتين المخروطيتين على أغلب الأجهزة الحاسوبية للمختبر. وتحتوي النهاية المخروطية الأخرى على مدخل آلية الرسو والالتحام المشترك.

## البناء
اختارت وكالة الفضاء الأوروبية شركة أستريوم للنقل الفضائي التابعة لشركة EADS لتكون المُصنِّع الرئيسي لوحدة كولومبوس. صُنعت الوحدة في المركز الأوروبي لأبحاث وتقنيات الفضاء. صُمم واختُبرهيكل طيران كولومبوس، بالإضافة إلى نظام الحماية من النيازك الصغيرة، والأنظمة المُفعَّلة وغير المفعلة للتحكم بالحرارة، وأنظمة التحكم البيئي، ومعدات التثبيت، ومعدات الدعم الأرضية بواسطة مؤسسة تاليس إلينيا سبيس بمدينة تورين في إيطاليا، ووفقًا لمبدأ بيكا (PICA)، وهي اختصار لـ«وحدة كولومبوس الملحقة المُحافظة على الضغط والمُجمَّعة مسبقًا»؛ جُمع عتاد المركبة بشكل مسبق وأرسل على هيئة بيكا في سبتمبر عام 2001 إلى مدينة بريمن. وجُمع المختبر بعدها بشكل كامل واختُبر على مستوى شامل بمنشآت تابعة لشركة أستريوم للنقل الفضائي التابعة لشركة EADS بمدينة بريمن في ألمانيا.

## الإطلاق، والرسو والالتحام، والتجهيز
أُرسلت كولومبوس إلى منشأة التجهيز لمحطة الفضاء بمركز كينيدي للفضاء في شهر نوفمبر عام 2007، حيث ثُبتت داخل حجرة حمولات المكوك الفضائي أتلانتيس قبل إطلاقه في رحلته لتجميع محطة الفضاء الدولية رقم 1 إي (إس تي إس-122).
فشل مستشعران للهيدروجين السائل من نوع ECO في اختبار الفحص خلال التزويد البارد للخزان الخارجي للمكوك الفضائي بالهيدروجين السائل والأكسجين السائل قبل أول محاولة للإطلاق يوم 6 ديسمبر عام 2007. اشترطت قواعد البعثة على نجاح ثلاثة من هذه المستشعرات من أصل أربعة في العمل حتى تسمح بتنفيذ محاولة الإطلاق. ونتيجةً لهذا العطل، قرر دوغ ليونز مدير عملية الإطلاق تأجيل الإطلاق لمدة 24 ساعةً بشكل مبدئي. امتد هذا التأجيل بعد ذلك حتى وصل إلى 72 ساعةً، ما أدى إلى تنفيذ محاولة الإطلاق التالية يوم الأحد الموافق 9 ديسمبر عام 2007. أُلغيت محاولة الإطلاق الثانية أيضًا بعد فشل أحد مستشعرات ECO مرةً أخرى أثناء تزويد منظومة الإطلاق بالوقود.
غُير الموصل الخارجي لمستشعرات ECO من الخزان الخارجي للمكوك الفضائي، وهو ما سبب تأخير الإطلاق لمدة شهرين. نجحت عملية إطلاق كولومبوس أخيرًا في محاولة الإطلاق الثالثة يوم 7 فبراير عام 2008 في الساعة 02:45 حسب توقيت المنطقة الزمنية الشرقية EST. استُخدم ذراع التحكم الروبوتي «كندارم 2»، الموجود بمحطة الفضاء الدولية، لإخراج كولومبوس من حجرة الحمولات الخاصة بالمكوك الفضائي المُلتحم مع محطة الفضاء الدولية، ثم ألحقها بالمدخل الأيمن لوحدة هارموني، المعروفة أيضًا بالعقدة 2، يوم 11 فبراير عام 2008، وكانت أسطوانة الوحدة متجهة إلى الخارج.

## الأنشطة البحثية والحمولات
كانت الأنشطة الخاصة بالمختبر تُدار على الأرض بواسطة مركز تحكم كولومبوس الموجود في مركز الفضاء والطيران الألماني بمقاطعة أوبربفافنهوفن في ألمانيا، بالاشتراك مع مراكز عمليات الدعم للمستخدمين عبر أوروبا.
يتسع المختبر لضم عشرة رفوف قياسية دولية للحمولات (ISRPs) لضم الحمولات العلمية. تسمح الاتفاقيات مع وكالة ناسا بحصول وكالة الفضاء الأوروبية على 51% من الاستخدام لوحدة مختبر كولومبوس. وحصلت وكالة الفضاء الأوروبية بموجب هذه الاتفاقيات على خمسة مواقع للرفوف بالوحدة، مع حصول وكالة ناسا على الرفوف الخمسة الأخرى. توجد أربعة مواقع للرفوف العاملة في الجانب الأمامي من الوحدة، وأربعة على الجانب الخلفي، واثنان على سقف الوحدة. زُودت ثلاثة رفوف على الوحدة بأنظمة دعم الحياة وأنظمة للتبريد. وتستخدم الرفوف الباقية على أرضية الوحدة، بالإضافة إلى الرفين على السقف، باعتبارها رفوف للتخزين.
ويمكن، بالإضافة لهذه الرفوف، أن تُلحق أربع منصات غير محافظة على الضغط بالجانب الأيمن للنهاية المخروطية للوحدة من الخارج، على منشأة الحمولة الخارجية لوحدة كولومبوس (CEPF). تُثبت كل حمولة خارجية على مدخل خاص قادر على استيعاب بعض الأجهزة الصغيرة وأجهزة التجارب بكتلة إجمالية تصل إلى 230 كيلوغرامًا.
الرفوف القياسية الدولية للحمولات الأوروبية والمثبتة في البداية على وحدة كولومبوس:
- مختبر علوم الموائع (FSL)
- وحدات علم وظائف الأعضاء الأوروبية (EPM)
- المختبر الحيوي (بيولاب)
- رف الأدراج الأوروبي (EDR)
- رف التخزين الأوروبي[13]

الحمولات الخارجية الأولى التي ثٌبتت على وحدة كولومبوس بواسطة أعضاء طاقم البعثة إس تي إس-122، وهي ثلاث حمولات:
- المنشأة الأوروبية التكنولوجية للتعرض (EuTEF)[14]
- مرصد مراقبة الشمس (سولار)
- جهاز تجارب علوم المواد بمحطة الفضاء الدولية (MISSE-6)، وهي حمولة خاصة بوكالة ناسا.

الحمولات الخارجية الأخرى المخطط لها:
- الساعة الذرية في الفضاء (ACES)
- حمولة مشروع إكسبورت (EXPORT) لعلم الأحياء الفلكي
- جهاز مراقبة التفاعلات بين الغلاف الجوي والفضاء
- ثُبت جهاز رابيد سكات لمحطة الفضاء الدولية (ISS-RapidScat) عام 2014، وظل يعمل حتى أواخر عام 2016. أُطلق هذا الجهاز إلى محطة الفضاء الدولية على متن مهمة سي أر إس-4 الخاصة بشركة سبيس إكس.[15][15]

المواصفات
- الطول: سبعة أمتار
- القطر: 4.5 متر
- الكتلة الكلية: 10300 كيلوغرام
- كتلة الحمولة الكلية: 2500 كيلوغرام
- الكتلة الكلية في المدار: 12800 كيلوغرام